# Mue des oiseaux
Pour les articles homonymes, voir Mue.

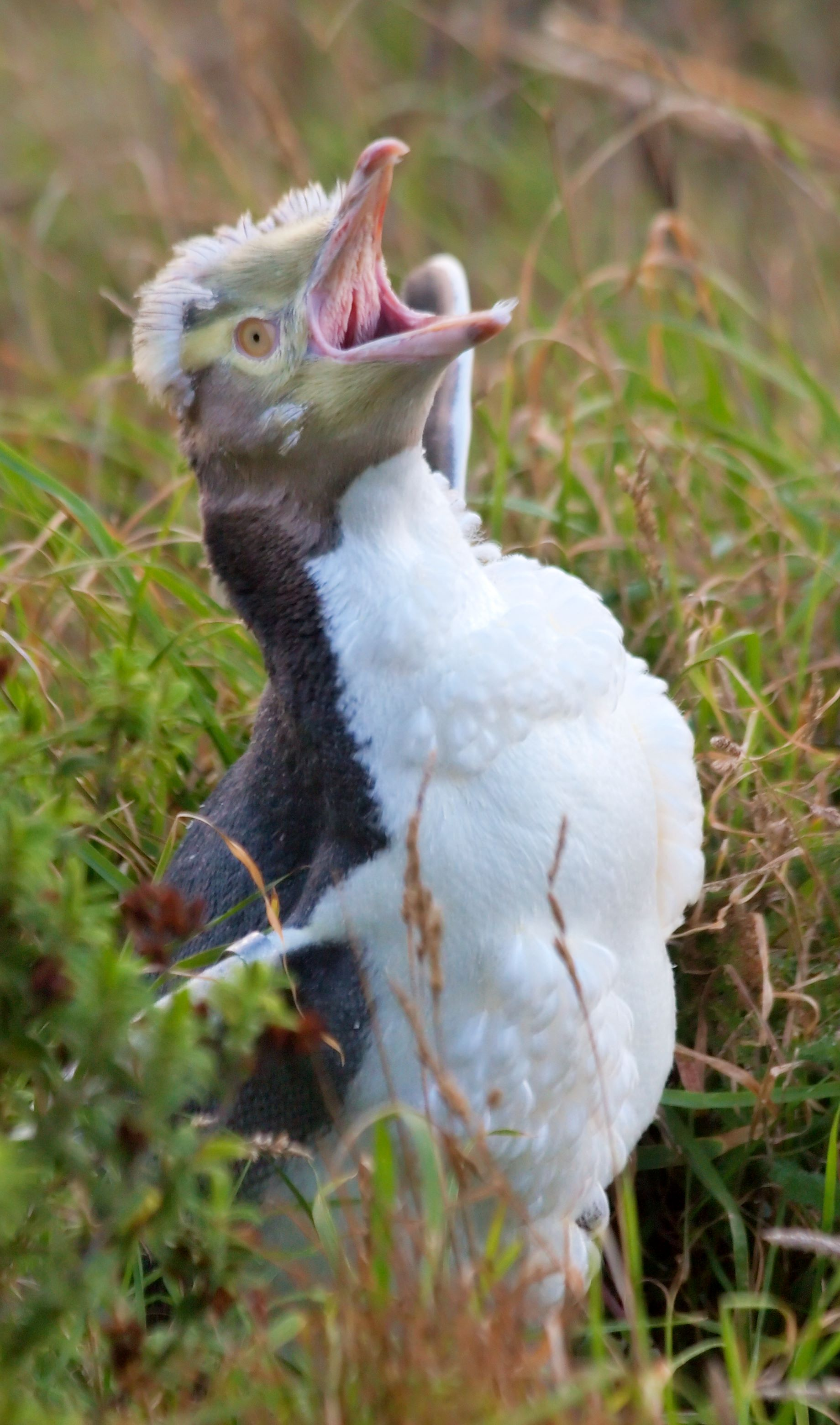
Mue d'un manchot.

La mue des oiseaux est un phénomène qui correspond à un renouvellement du plumage avec  perte des anciennes plumes. C'est un processus au minimum annuel coûteux en énergie et ressources. Le mécanisme, la manière dont elle se déroule et sa durée varient d'une espèce à l'autre, c'est un des domaines d'étude de l'ornithologie. Au sein d'une même espèce elle dépend des saisons, de l'âge de l'oiseau et de l'état général de celui-ci, ainsi la bonne connaissance de ce phénomène permet de déduire l'âge d'un oiseau sauvage
Toute perte de plume n'est pas nécessairement liée à une mue, mais peut être due à une maladie ou à d'autres besoins comportementaux.

## Causes de la mue
L'oiseau doit produire de nouvelles plumes afin de compenser leur usure et de maintenir les performances du plumage. Les facteurs d'usures essentiels sont les frottements dû à l'abrasion lors des mouvements dans le nid, contre la végétation, à cause des intempéries, du sable, du sel, du lissage quotidien des plumes, du  grattage ou des frottements occasionnés par le vol ; la consommation de la kératine par des animalcules présents dans le plumage ; l'effet de la lumière (les rayons UV accélèrent la dégradation de la kératine et des pigments des plumes, notamment la mélanine) ; les dommages mécaniques lors des combats ou des attaques des prédateurs. Au fil du temps, les plumes se décolorent, se raccourcissent et s'effilochent en raison de la structure des barbules qui s'altèrent et du rachis qui finit par casser. Les ornithologues peuvent ainsi connaître les périodes du cycle de mue d'une espèce par l'étude de l'usure des plumes.
Un nouveau plumage assure un meilleur coefficient d'isolation, une meilleure adaptation mimétique, un avantage sexuel pour les mâles (parade nuptiale, attractivité), une restauration de la flottabilité (oiseaux marins) et une meilleure portance pour la voilure.

## Cycles de mue

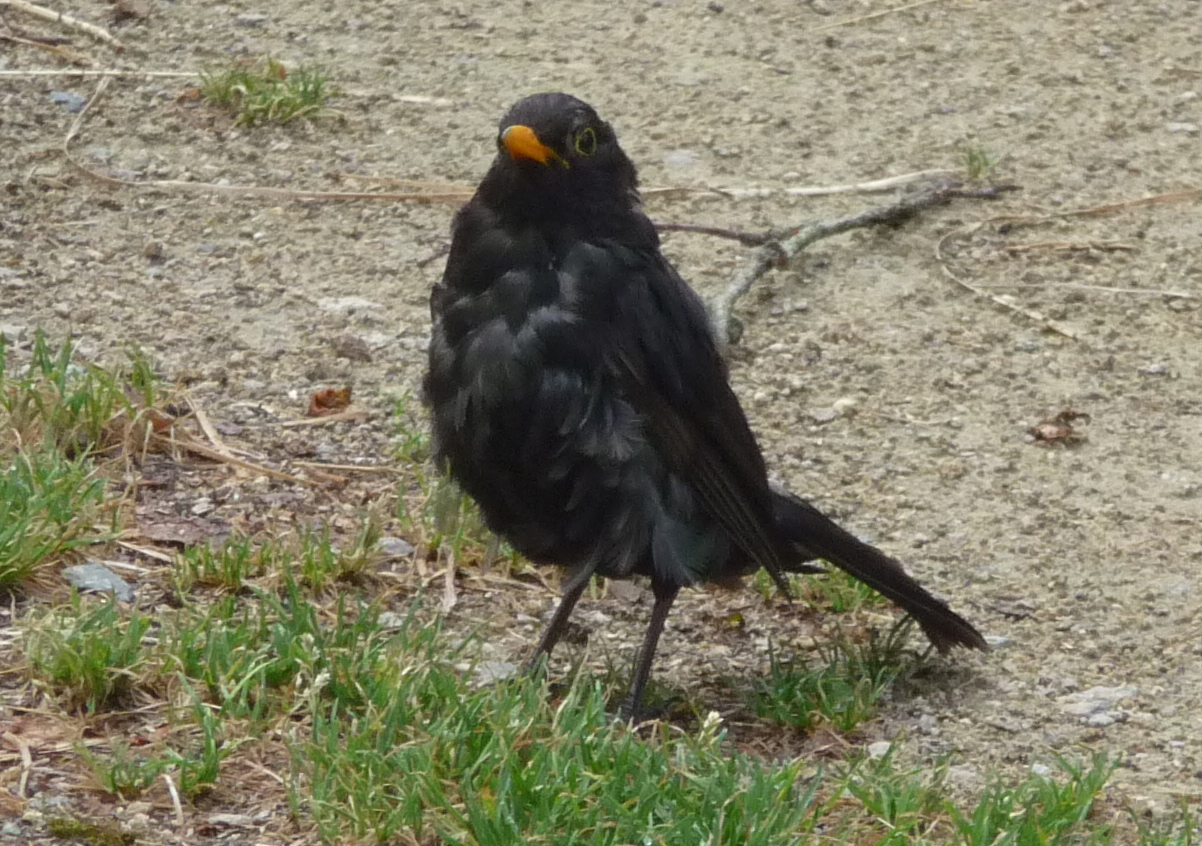
Merle noir adulte en mue.

Le déroulement des mues obéit à certaines séquences. Habituellement (cas des oiseaux nidifuges ou nidicoles comme les Passereaux, les oiseaux nidicoles comme les poussins des Psittacidés étant nus à l’éclosion), le poussin sort de l’œuf avec un plumage natal, constitué d’un duvet néoptile porté qu'un temps très court, de l'ordre de quelques semaines. Puis, ce duvet est remplacé, après une mue pré-juvénile, par un plumage juvénile (plumes téléoptiles comportant les premières vraies plumes de contour de texture un peu moins solide et serrée que celles des adultes). La deuxième mue (mue post-juvénile, souvent partielle) assure l’installation du plumage de base annuel de l'adulte qui correspond au plumage de premier hiver. Lorsque les oiseaux ont acquis leur plumage définitif, ils muent une ou deux fois par an : la mue prénuptiale (la plupart du temps hivernale, avant la nidification) amène le premier plumage nuptial et la mue postnuptiale plus complète qui a lieu vers la fin de l'été ou l'automne (avant ou en cours de migration pour les oiseaux migrateurs).
Comme cette activité nécessite beaucoup d'énergie, l'oiseau mue en général dans les périodes d'abondance, lorsqu'il ne s'occupe pas de jeunes (mue prénuptiale) et avant les périodes de migration ou de froid (mue postnuptiale), c'est-à-dire durant des périodes d'activités réduites.
La période de reproduction ne coïncide pas forcément avec le printemps, par conséquent les termes saisonniers ou liés aux périodes de reproduction peuvent ne pas être ceux précédemment cités.
La mue se déroule en deux étapes, la première consiste en la perte des plumes usées, reconnaissables à leur aspect usé et effiloché, puis les nouvelles repoussent. Ces deux mécanismes peuvent se superposer. En général, les plumes ne tombent pas de tous les endroits du corps en même temps, de façon à pouvoir continuer à voler. Cependant la mue synchrone des canards et des oies qui perdent leurs rémiges primaires et secondaires simultanément, fait qu'ils sont incapables de voler pendant près d'un mois,.

## En élevage
Les oiseaux sont plus sensibles aux maladies pendant la mue. Un surplus vitaminique et une absence de stress peuvent aider l'animal.

## Étude des mues
Au sein d'une même espèce, les mues dépendent des saisons, de l'âge des oiseaux et de l'état général de ceux-ci, ainsi la bonne connaissance de ce phénomène permet de déduire l'âge de nombreux oiseaux sauvages, leur biologie ou parfois pour leur  identification (cas des limicoles, des laridés par exemple). Chez certaines espèces comme le merle noir, les rectrices ne muent pas, elles ne sont changées que lorsqu'elles tombent.